# Iva Matijević
Iva Matijević, hrvatska boćarica, članica Španskog, boćarskog kluba.
Na Europskom prvenstvu u boćanju za žene u talijanskom Saluzzu u disciplini precizno izbijanje osvojila je brončano odličje.